# Tomáš Pecina
Tomáš Pecina (* 21. dubna 1966) je český internetový blogger a justiční aktivista. Žije v Praze.
Vystudoval teoretickou fyziku na Matematicko-fyzikální fakultě UK, dále se ale věnoval překladatelství a žurnalismu na Britských listech, jejichž redakčního systému je spoluautorem. Taktéž je autorem stanov vydavatele Britských listů, Občanského sdružení Britské listy. Společně s Janem Čulíkem, šéfredaktorem Britských listů, je spoluautorem knihy V hlavních zprávách: Televize: Fakta, která před vámi zatajili, výboru z textů publikovaných v Britských listech k situaci v České televizi. V roce 2002 odešel z redakce Britských listů kvůli osobním sporům se Štěpánem Kotrbou, tehdejším redaktorem Britských listů.
Editoval též českou Wikipedii, odkud odešel v roce 2005 po sporech se správci, kteří mu opravovali archaický pravopis (např. konservativní). Poté založil vlastní internetovou encyklopedii Iuridictum.
Do všeobecného povědomí se ovšem dostal např.:
- prosazením, aby byly zveřejněny seznamy soudců s komunistickou minulostí[8][9][10][11] s odůvodněním, že členstvím v KSČ tito lidé morálně selhali, a proto by neměli být soudci,
- obhajováním lidí obviněných z podpory a propagace hnutí směřujících k potlačení práv a svobod člověka, kterým je podle Pecinova názoru upírána svoboda projevu[12][13][14]
- snahou o založení „Sudetoněmeckého krajanského sdružení v Čechách, na Moravě a ve Slezsku“,[15][16] které však má odlišné cíle, než německé a rakouské Sudetoněmecké krajanské sdružení[zdroj?]

- spoluzaložením recesistické kvazináboženské společnosti Řád ozubeného kola,[17][18] aby poukázal, jak nesmyslná je kriminalizace lidí za různé zástupné symboly,[zdroj?]

Do roku 2011 byl členem Konzervativní strany. Sám sebe označuje za konzervatistu, monarchistu a odpůrce jakékoliv formy totalitarismu a potlačování svobody projevu.

## Exekuce
Soudní exekutor nařídil v lednu 2018 dražbu na internetovou doménu Tomáše Peciny pecina.cz k uspokojení pohledávky oprávněného HS INKASO s.r.o., ve výši 82 tis. Kč.